# Puerta de Jalpa
Puerta de Jalpa är en ort i Mexiko.   Den ligger i kommunen Purísima del Rincón och delstaten Guanajuato, i den centrala delen av landet, 300 km nordväst om huvudstaden Mexico City. Puerta de Jalpa ligger 1 763 meter över havet och antalet invånare är 300.
Terrängen runt Puerta de Jalpa är platt åt sydost, men åt nordväst är den kuperad. Runt Puerta de Jalpa är det ganska tätbefolkat, med 230 invånare per kvadratkilometer. Närmaste större samhälle är San Francisco del Rincón, 16,4 km nordost om Puerta de Jalpa. Trakten runt Puerta de Jalpa består till största delen av jordbruksmark.